# Dödsstraff i Nya Zeeland
Dödsstraff avskaffades för civila brott på Nya Zeeland 1961, under Keith Holyoakes regering. Straffet hade tidigare avskaffats 1941 (då inga avrättningar utförts sedan 1935) av det regerande New Zealand Labour Party, men återinfördes 1950 på initiativ av premiärminister Sidney Holland efter ett maktskifte. Ytterligare åtta hängningar verkställdes under 1950-talet, den sista av mördaren Walter James Bolton 1957, dömd till döden för att ha förgiftat sin hustru med arsenik. Efter ytterligare ett maktskifte samma år suspenderades straffet på obestämd tid, och efter ytterligare ett 1961 genomfördes en fri omröstning i parlamentet där en knapp majoritet röstade för avskaffande.